# مهاجرت به مالزی
مهاجرت به مالزی (انگلیسی: Immigration to Malaysia) فرایندی است که افراد برای اقامت گزیدن در این کشور، به مالزی مهاجرت می‌کنند. بیشتر این افراد، به جایگاه شهروندی مالزی نائل می‌شوند. بعد از سال ۱۹۵۷، بویژه با قانون مهاجرت ۱۹۵۹/۶۳، خط‌مشی و قانون مهاجرت داخلی مالزی تغییرات اساسی پیدا کرد. رویه‌های مهاجرت به مالزی هنوز در حال تکامل یافتن است.
در مالزی چهار دسته از مهاجران وجود دارند که شامل: رسته خانوادگی (خویشاوندان نزدیک افراد مقیم مالزی که در این کشور زندگی می‌کنند)، مهاجران اقتصادی (کارگران ماهر و افراد مربوط به کسب و کار)، پناهجویان (افرادی که به علت آزار و اذیت، شکنجه یا بیدادگری و مجازات غیرمعمول فرار کرده‌اند) و سایرین (افرادی که به دلایل بشردوستانه یا منش ترحم‌آمیز به عنوان مهاجر پذیرفته شده‌اند) می‌باشند.

## تاریخچه
مهاجرت در دوران پیش از استعمار
در بیشتر دوران تاریخ بشریت، افراد آزاد بودند که بین نواحی جابجا شوند. اولین نسل مهاجران مالزی، بومیان اورنگ اصلی بودند. به نظر می‌رسد یا در زمره اولین موج مهاجرت انسان از آفریقا در حدود ۵۰٬۰۰۰ سال قبل قرار داشتند یا به رخدادهای اخیر سیر تکامل انسان آسیایی مربوط بوده‌اند.

## آمار مهاجران اصلی
جمعیت مهاجران مالزی بر پایه کشور مبدأ
فهرست زیر آمار مهاجران در هر دو بخش، قبل و بعد از استقلال را دربر گرفته‌است.
| رتبه | کشور مبدأ | جمعیت               | درصد تشکیل دهنده جمعیت مالزی | نکات                                                                               |
| ---- | --------- | ------------------- | ---------------------------- | ---------------------------------------------------------------------------------- |
| ۱    | چین       | ۶٬۶۴۲٬۰۰۰           | ۲۳٫۴٪                        | مالزیایی‌های چینی‌تبار                                                               |
| ۲    | هند       | ۲٬۰۱۲٬۶۰۰           | ۷٪                           | مالزیایی‌های هندی‌تبار                                                               |
| ۳    | اندونزی   | ۲٬۰۰۰٬۰۰۰–۲٬۵۰۰٬۰۰۰ | ۷٪–۸٪                        | اندونزیایی‌ها در مالزی                                                              |
| ۴    | جهان عرب  | ۵۲۰٬۰۰۰             | ۱٫۸٪                         | عرب‌های مالزی                                                                       |
| ۵    | میانمار   | ۵۰۰٬۰۰۰             | ۱٫۷۶٪                        | برمه‌ای‌ها در مالزی                                                                  |
| ۶    | فیلیپین   | ۳۲۵٬۰۸۹             | ۱٫۱۴٪                        | فیلیپینی‌ها در مالزی                                                                |
| ۷    | آفریقا    | ۲۵۴٬۳۳۱             | ۰٫۹٪                         | آفریقایی‌ها در مالزی                                                                |
| ۸    | بنگلادش   | ۲۲۱٬۰۰۰             | ۰٫۷۷٪                        | بنگلادشی‌ها در مالزی                                                                |
| ۹    | پاکستان   | ۱۲۰٬۲۱۶             | ۰٫۴۲٪                        | پاکستانی‌ها در مالزی                                                                |
| ۱۰   | ویتنام    | ۷۰٬۰۰۰              | ۰٫۲۴٪                        | ویتنامی‌ها در مالزی                                                                 |
| ۱۱   | تایلند    | ۵۰٬۰۰۰–۷۰٬۰۰۰       | ۰٫۱۷٪–۰٫۲۴٪                  | مالزیایی‌های تایلندی‌تبار                                                            |
| ۱۲   | ایران     | ۴۵٬۰۰۰              | ۰٫۱۵٪                        | ایرانیان مالزی                                                                     |
| ۱۳   | تایوان    | ۴۵٬۰۰۰              | ۰٫۱۵٪                        | مالزیایی‌های چینی‌تبار                                                               |
| ۱۴   | پرتغال    | ۳۷٬۰۰۰              | ۰٫۱۳٪                        | تعدادی از نژاد مختلط پرتغالی و مالاکایی هستند. مقاله مردم کریستانگ را مشاهده کنید. |
| ۱۵   | ژاپن      | ۲۲٬۰۰۰              | ۰٫۰۷٪                        | ژاپنی‌ها در مالزی                                                                   |
| ۱۶   | کره جنوبی | ۱۲٬۶۹۰              | ۰٫۰۴۴٪                       | کره‌ای‌ها در مالزی                                                                   |
| ۱۷   | کامبوج    | ۱۱٬۳۸۱              | ۰٫۰۱٪                        | بیشتر مردم چام می‌باشند.                                                            |
| ۱۸   | سوریه     | ۱۰٬۰۰۰              | ۰٫۰۱٪                        |                                                                                    |